# 紀元前37世紀

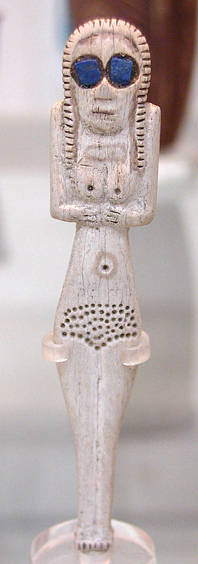
ナカダⅠ期を代表する「ラピスラズリが象嵌された骨製女性像（大英博物館蔵）」。

クレタ文明地図。

紀元前37世紀（きげんぜんさんじゅうななせいき）は、西暦による紀元前3700年から紀元前3601年までの100年間を指す世紀。

## 出来事
- 紀元前3700年頃 - エジプトでナカダ文化I期。
- 紀元前3700年頃 - ロシア南部ダゲスタンでマイコープ文化が成立する。
- 紀元前3660年頃 - イランのテペ・シアルク遺跡Ⅲ期からⅣ期にあたり、冶金術の痕跡が残る（ - 紀元前3520年頃）。
- 紀元前3650年頃 - クレタ島でミノア文明が始まる（前宮殿時代（土器編年EMI期） - 紀元前3000年頃）。